# Конрад фон Кохенгаузен
Конрад фон Кохенгаузен (нім. Conrad von Cochenhausen; 7 червня 1888, Глогау, Німецька імперія — 13 грудня 1941, Россошне, РРФСР) — німецький офіцер, генерал-лейтенант вермахту.

## Біографія
Молодший брат генерала артилерії Фрідріха фон Кохенгаузена. 25 лютого 1907 року поступив на службу в Імперську армію. Учасник Першої світової війни. Після демобілізації армії залишений у рейхсвері. З 1 жовтня 1934 року — командир Мюнхенського військового училища. З 1 березня 1938 по 5 жовтня 1940 року — командир 10-ї піхотної дивізії. Учасник Польської і Французької кампаній. З 15 жовтня 1940 року — командир 134-ї піхотної дивізії. Учасник німецько-радянської війни. В грудні 1941 року дивізія була оточена радянськими військами. В ніч з 13 на 14 грудня 1941 року Кохенгаузен застрелився у власному автомобілі — імовірно, через нервовий зрив.

## Звання
- Фанен-юнкер (25 лютого 1907)
- Фенрих (18 жовтня 1907)
- Лейтенант (18 серпня 1908)
- Обер-лейтенант (18 листопада 1914)
- Гауптман (18 квітня 1927)
- Майор (1 березня 1927)
- Оберст-лейтенант (1 травня 1931)
- Оберст (1 грудня 1933)
- Генерал-майор (1 січня 1937)
- Генерал-лейтенант (1 жовтня 1938)

## Нагороди

### Перша світова війна
- Залізний хрест 2-го і 1-го класу
- Ганзейський Хрест (Гамбург)
- Лицарський хрест 1-го класу ордена Альберта з мечами (Королівство Саксонія)
- Лицарський хрест 2-го класу ордена Церінгенського лева з дубовим листям і мечами (Велике герцогство Баден)

### Міжвоєнний період
- Орден Святого Йоанна (Бранденбург), почесний лицар
- Почесний хрест ветерана війни з мечами
- Медаль «За вислугу років у Вермахті» 4-го, 3-го, 2-го і 1-го класу (25 років)
- Медаль «У пам'ять 13 березня 1938 року»

### Друга світова війна
- Застібка до Залізного хреста 2-го і 1-го класу
- Почесна застібка на орденську стрічку для Сухопутних військ (9 вересня 1941) — як генерал-лейтенант і командир 134-ї піхотної дивізії.